# ダッソー
ダッソー (Dassault) はマルセル・ダッソーが創立したフランスの複合企業で、親会社はグループ・ダッソー (Groupe Industriel Marcel Dassault (GIMD)、または単にGroupe Dassault)。
航空機メーカーのダッソー・アビアシオン (Dassault Aviation) がグループ起源の企業であり、グループ・ダッソーがダッソー・アビアシオンの株式50.21%を保有している。大手日刊紙のル・フィガロやCADソフトウェアCATIA V4,V5,V6で知られるダッソー・システムズなどを傘下に持つ。

## ダッソー・アビアシオン
第一次世界大戦中に航空技術者マルセル・ブロック（Marcel Bloch; ローマ字の読み方でブロシュとも）はプロペラ機の設計を担当し、1930年にマルセル・ブロック飛行機社 (Société des Avions Marcel Bloch) が創設された。1936年、同社はシュド・ウエスト (SNCASO) (Société Nationale de Constructions Aeronautiques du Sud-Ouest) に統合され、国営化されたが、ブロック自身は設計者としてとどまった。ブロック社は第二次世界大戦で戦闘機MB.150などを開発したが低性能な上に欠陥が多く、しかも生産は遅延して戦力とならなかった。ブロックは、1936年12月12日、SNCASOとは別にSAAMB社（Société Anonyme des Avions Marcel Bloch）を設立し、この会社が現在のダッソー・アビアシオン社の創設とされている。
マルセル・ブロックはユダヤ人であったため、戦争中は収容所に入れられた。マルセルの兄、ダリウス・ブロックがレジスタンス運動において名乗った変名であるダッソー（「突撃」を意味する）というマルセル・ダッソー (Marcel Dassault) に戦後改名し、社名も1947年12月20日にマルセル・ダッソー社 (Avions Marcel Dassault) に変更した。1971年にブレゲーと合併し、ダッソー・ブレゲー社 (Avions Marcel Dassault-Breguet Aviation; AMD-BA) 社となったが、オーナーへの配慮で1990年にダッソー・アビアシオン社(Dassault Aviation)に改名した。
本社所在地はサン＝クルー。

### 製品
- 軍用機
  - MB.200（1933）
  - MB.210（1934）
  - MB.131（1936）
  - MB.150（1937）
  - MB.151（1938）
  - MB.152（1938）
  - MB.155（1939）
  - MB.174（1940）
  - MB.162（1940）
  - MB.157（1942）
  - MD.315 フラマン（1947）
  - MD.450 ウーラガン（1949）
  - MD.452 ミステール（1951）
  - MD.452 ミステール I / II（1951）
  - MD.453 ミステール III（1951）
  - MD.454 ミステール IV（1951）
  - シュペルミステール B2
  - ミラージュ III（1956）
  - ミラージュIV（1960）
  - ミラージュ F1（1966）
  - ミラージュ 5（1967）
  - ミラージュ 50
  - ミラージュ 2000（1978）
  - エタンダール IV
  - シュペルエタンダール
  - ラファール
- 民間機
  - ファルコン シリーズ
  - メルキュール
  - コミュノーテ／スピラール
  - イロンデル
  - MD.80
  - MD.320

## グループ企業
- ル・フィガロ - フランスの新聞社
- ダッソー・システムズ - ソフトウェア会社　CADソフトウェアCATIAの開発元
- シャトー・ダッソー (Château Dassault) - ワイナリー
- アールキュリアル (Artcurial) - オークション
- ソシエテ・ド・ヴェイキュル・ゼレクトロニーク（SVE） (Société de véhicules éléctriques) - 電気自動車・プラグインハイブリッドカーのCleanova（クレアノヴァ）開発
- イモビリエール・ダッソー (Immobilière Dassault) - 不動産
- ソジテク (Sogitec)  - シミュレーション、統合ロジスティックス・サポート・システム
- S.A.B.C.A. -  航空機機器
- ダッソー・ファルコン・ジェット (Dassault Falcon Jet)
- ダッソー・ファルコン・セルヴィス (Dassault Falcon Service)
- タレス・グループ -  航空宇宙産業、防衛産業　ダッソー・アビアシオン社が26%の株式を所有